# Carl Henry Eigenmann
Carl H. Eigenmann (1863-1927) va ser un ictiòleg americà d'origen alemany.
Als catorze anys va emigrar amb un oncle cap a Rockport als Estats Units. Va aprendre ràpidament anglès, ja que dos anys més tard, ja va poder començar estudis de dret a la Universitat d'Indiana. Un curs de biologia amb David Starr Jordan va despertar el seu interés per a la ictiologia. Després de rebre el títol de llicenciat (1886), va estudiar les col·leccions de peixos sud-americans a la Universitat Harvard durant un any i es va esdevenir comissari de la Natural History Society de San Diego, la ciutat de la seva esposa, Rosa Smith Eigenmann, també una ictiòloga. El 1889 va doctorar. Quan Jordan es va jubilar el 1891, Eigenmann el va substituir com a professor de zoologia a la Universitat d'Indiana. El 1892 va ser nomenat director del Servei Biològic d'Indiana. El 1908 va esdevenir el primer degà de l'escola de postgrau a Indiana. De 1909 a 1918 va ser comissari honorari de peixos al Museu Carnegie d'Història Natural de Pittsburgh.
El 1917 va ser elegit membre de la Societat Filosòfica Americana.